# 异色来江藤
异色来江藤（学名：Brandisia discolor）为泡桐科来江藤属下的一个种。其种加词“discolor ”意为“异色的”。